# 法哲学
法哲学（ほうてつがく、英: Philosophy of law、独: Rechtsphilosophie）とは、法に関して、その制定および運用や様ざまな人の法観念・法感覚、また、法現象とよばれる社会現象等に視点をあてて、哲学的に、平たく言えば、既存の諸概念にとらわれることなく考察する学問分野である。そのため、具体的な内容について研究者間の見解の相違が大きく、法の一般的定義は困難となっている。

## 概要
法哲学という用語は、ドイツ語のRechtsphilosophieの訳語として使用されはじめたものであり、主にヘーゲル以後に一般化したものと考えられている。しかし、法に関する哲学は、すでに古代ギリシアのソクラテスの実践知に始まり、その後のプラトンやアリストテレス、また、ソフィストにおける弁論術にも見られる。
日本では、法哲学との呼称・表記のほかに伝統的な法理学（ほうりがく）との呼称・表記を用いることもある。伝統的に法哲学の研究が盛んな京都大学などでは現在もこの名称が用いられる。
よくみられる主張としては、実定法学が実定法（positives Recht、現に存在する法）を対象とするのに対して、法哲学は、あるべき法ないし正しい法を探求する学問である、というものがある。しかし、法哲学が法価値論（以下で詳述）のみを対象としていた時代にはそのような考え方も成り立っていたが、現在では法哲学の対象が広がっているため、「あるべき法を探求する」というのも一つの立場からの考え方に過ぎないことに注意が必要である。したがって、現代では、法哲学について多様な捉え方がある。これについては、例えば、牧野英一の広範な著作は、その全目録自体にひとつの法哲学体系が示されており参考となろう。また、このことからも分かるように、実定法学者の解釈的見解と法哲学とは、全く別個で無関係なものではなく、シラバス上の様々な目的から別に講義されるということである。ただ、ハーバート・ハートの『法の概念』に代表されるように、法への巨視的考察を採る立場からの限定的内容の講説が支配的である。

## 研究対象
次にあげる法本質論とその他の４つに大別され、独立した形で論じられることは多い。このうち、法本質論は論者のセンテンスに投影される程度で表面化せず、法観念論と法意味論がいわゆる狭い意味の法哲学であり、『法哲学』等題する書物の中には、法観念論のみを扱うものもある。なお、これら４つは相互に関連した内容を含んでいる。現代では、一方において法制度の運用を推進し、他方において法制度を変遷および崩壊させる可能性のあるコンピューターシステムに左右されない法理論が求められており、法価値・形式法論理それぞれに胚胎される内在的・外在的な法認識とその結合の法技術理論への関心が持たれはじめている。これは、平たく言えば、さまざまな法価値の組み合わせ理論とその実体的形式性の問題関心である。
- 法本質論

法の規範化・対象化について、一般論を行うものである。前者・後者ともに人的内面性および行為（性）が扱われるが、研究者間で最も見解の分かれるもので多様である。多様の点については、かつて、矢部貞治が指摘した政治学は研究者の数だけ存在するというものと同様である。
- 法観念論

法について、現実の制度を必然的前提とすることなく、さまざまな立場から、理念的な面にも及んで、一般論を行うものである。
- 法価値論

「法はどうあるべきか」という当為を問う分野である。法の中心的価値である正義の問題（正義論）や自然法の問題を扱うものであり、法哲学の問題領域としては最も古い。
- 法概念論

「法とは何か」という存在を問う分野である。法・国家・権利などの基本概念の定義や相互の関係、法秩序の構造に関する考察を扱う。
- 法意味論

法について、現実の制度および一般論の考察により、特に、法の社会的効果および影響から法の意味を分析するものである。例えば、憲法や民法・刑法また商法など法典をもつ基本法の分類上用いられる形式的意味の法，実質的意味の法、さらに、固有の意味の法（または法の大原則ないし指導原理）とよばれるものの意味するところの関係から法の動態が考察される。ちなみに、形式的意味の法は制定・改廃時の主張に、実質的意味の法は運用実態の認識に、固有の意味の法は各法が他の法と区別されるべき本質の議論に、それぞれの意味の源泉がある。また、理論上、概念的には、形式的意味の法は法の具体性と、実質的意味の法は法の抽象性・一般性と近接している。したがって、それぞれの法の意味間の関連構図は本来的にはなく、例えば、形式vs実質という構図は別の要因により成り立つことなどが考察される。
- 法変遷論

固有の意味の法（または法の大原則ないし指導原理）における理念と史的主張に関する考察である。ここでは、例えば、近代的意味の憲法，飛鳥時代のいわゆる国憲としての十七憲法など史的性質のあるさまざまなものが考察の対象となる。なお、かつて、憲法に関し条文解釈上の前提論として限定的に用いられたことがあった（橋本博士）。
- 法学方法論

法解釈の機能や方法等を考察するものである。具体的には、法的推論の分析等がある一方、法解釈における比較衡量（利益衡量・利益考量）の位置付け等、法価値論と密接に結びつくものもあり、学問としての内容は一定していない。なお、法の正統性（正当性）に関する議論も扱われるが、法的観念論と異なり、現実の法制度を前提とするところが異なっている。例えば、形式的意味における法の動態を、固有の意味の法の方向性からの考察により、正統性の理論構成を行う。
- 法機能論（法作用論）

従来、行為規範としての法・裁判規範としての法、という法の役割に着目して論じられたものである。法への機能的側面からの考察は、平野龍一の提唱によって始まったものである。法機能論は、制定法の個別分野を超え、より一般化した抽象概念的な法について妥当すべきであるかについて見解は一致しない。一般的な法の目的性に関し、制定法的観点からすれば公法においては妥当するが、契約当事者等の主体性が法の目的と密接な私法では異なるからである。なお、法作用論というときは、客観性がより強調され、公法的視点が前面に出る。
- 法教育論（法学教育論）

法の理解について、講学上または一般市民の法の認識に関して体系的な考察をするものである。例えば、法学における論理的体系的学習と判例学習の関係から、それらの一方的偏重の与える影響の考察などを行う。法は社会紛争の解決を目的のひとつとし、判例はその具体化であるが、限られた法的判断であるために法の一般的理解へ結びつかないから、法の規範的性質と規律目的の理解に及ばず、そのために法の一般的・体系的理解が必要とされることなどが明らかにされる。

## 様々な学派
- 自然法学派

人間の社会的実践とは独立した普遍的に妥当する実質的な規範が存在し、それが自然法として実定法に優越する、と考え、そのような自然法の内容の把握を探求しようとする学派。中世のスコラ哲学以来の長い歴史を誇るが、形而上学の没落とともにかつての勢いを失い現在に至る。ただし、ラテン系大陸諸国のフランス、イタリアなどではなお有力である。
- 分析法学派

法哲学の対象を主として、法や権利の概念の明晰な把握や、法体系の内的構造の解明などに置く学派。ベンサムやオースティンによって創始され、ハート以来の英米系法哲学は概ねこの系統に属する。法実証主義を基調とし、自然法学派と対立することが多い。
- 歴史法学派

初期分析法学派への反動としてメインなどによって提唱された。法の把握は、諸概念の明晰化のみによって可能なものではなく、原始社会における法の様態が今日までどのように発展してきたか、などの歴史的考察によって初めて可能になる、と主張した。法哲学における勢力は殆どないが、法制史の領域ではなお隠然たる影響力を誇る。

## 日本の法哲学者
- 穂積陳重
- 尾高朝雄
- 碧海純一
- 長尾龍一
- 井上達夫
- 田中成明
- 矢崎光圀
- 加藤新平
- 恒藤恭
- 井上茂
- 三島淑臣
- 長谷川晃
- 亀本洋
- 服部高宏
- 田村哲也
- 森村進
- 宇佐美誠
- 深田三徳
- 陶久利彦
- 大屋雄裕
- 土井崇弘